# 改革発展党
改革発展党（かいかくはってんとう、アラビア語: حزب الاصلاح والتنمية、Reform and Development Party）は、エジプトの自由主義系政党。サダト元大統領の甥ムハンマド・アンワル・エスマト・アッ＝サーダート（現在は副党首）が2009年に設立した。
2011年から2012年にかけて行われた人民議会選挙で議席を獲得した。